# Sklárna Klára v Polevsku
Sklárna Klára je ve sklářské obci Polevsko na Novoborsku (okres Česká Lípa, Liberecký kraj) v provozu od roku 1907. Areál sklárny, provozované od privatizace na počátku 90. let 20. století opět pod původním názvem Klára, je zapsaný jako nemovitá kulturní památka v Ústředním seznamu nemovitých kulturních památek České republiky. Sklárna Klára, stejně jako celá obec Polevsko, leží na území Chráněné krajinné oblasti Lužické hory.

## Historie
Historie obce Polevsko je od samého počátku spjata se zdejší tradicí výroby skla, která se v oblasti Lužických hor traduje už od přelomu 13. či 14. století. Ves Polevsko (německy Blattendorf) měli založit v 15. století skláři, kteří do severních Čech přišli z Bavorska a ze Slezska. Podle některých zdrojů bavorská sklářská rodina Oppitzů se napřed usadila v Horní Blatné a teprve pak přesídlila do Lužických hor, s čímž je spojováno i německé pojmenování Polevska, údajně odvozené od jména Horní Blatné Platten či Blatten. V dalších staletích se Polevsko kromě hutní výroby skla stalo také střediskem zušlechťování skla jeho řezáním, broušením, malbou a později také leptáním. Na počátku 19. století měl svou dílnu v Polevsku i známý sklářský odborník a obchodník se sklem Bedřich Egermann. Polevsko bylo také střediskem obchodu se sklem, jehož významnými představiteli byli například Johann Caspar Kittel, jeho spolupracovník Christian Franz Rautenstrauch nebo později příslušníci rodiny Handschke.

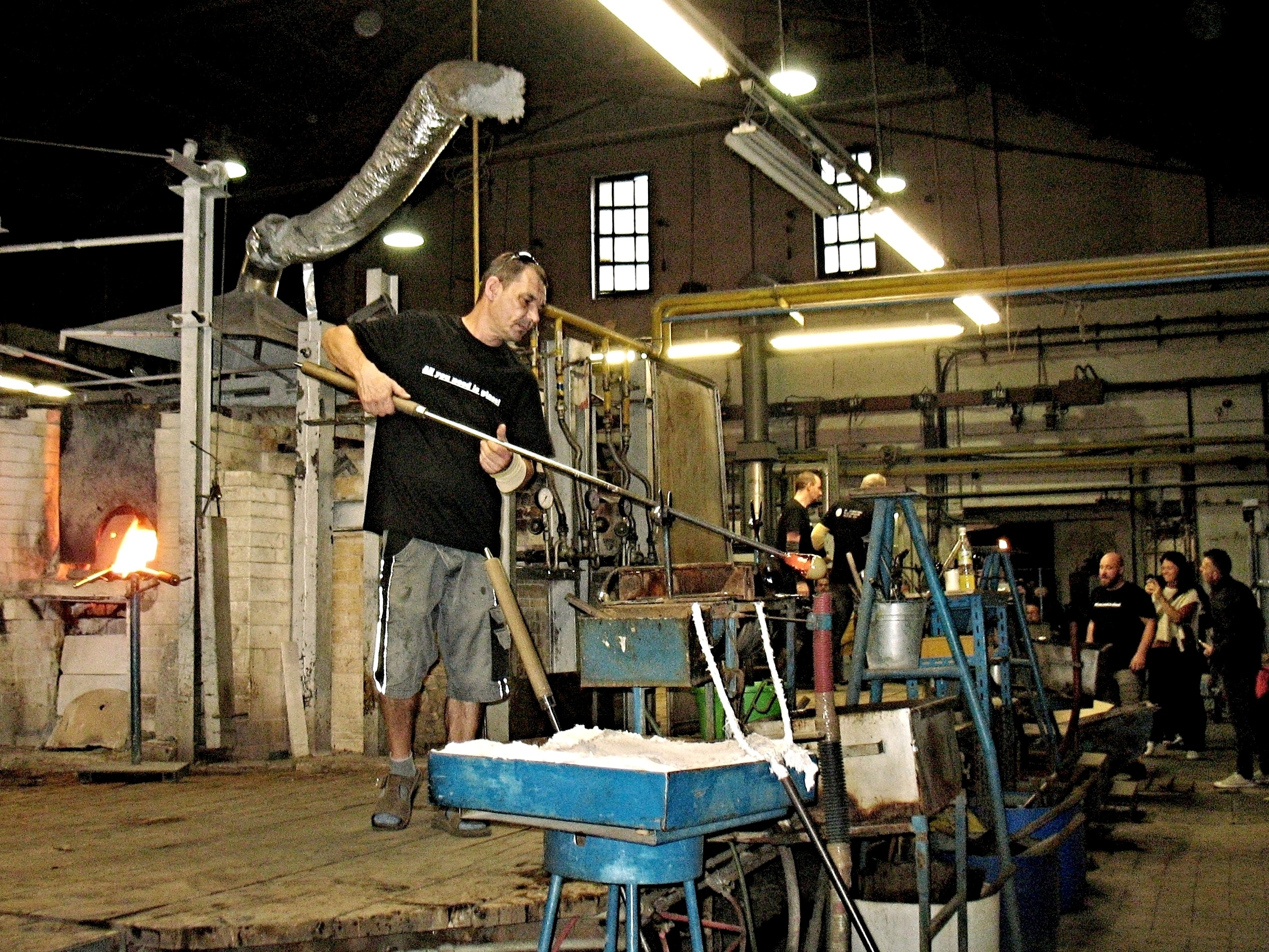
V huti sklárny Klára během XV. Mezinárodního sklářského sympozia (IGS) v roce 2024

V roce 1900 vybudoval polevský obchodník se sklem Rudolf Handschke spolu s Karlem Mühlbauerem v údolí Šporky mezi osadou Klučky a Zaječím vrchem sklárnu Anna. O sedm let později Karel Mühlbauer postavil jen o několik desítek metrů dále na protějším břehu Šporky sklárnu Klára, kterou pojmenoval podle své manželky.
Sklárna Klára byla postavena jako osmipánvová pec, vytápěná hnědým uhlím. Až do roku 1925 byly jedním z hlavních produktu sklárny kostelní lampičky na tzv. věčné světlo, vyrobené z měděného rubínového skla. Vyráběly se tu i vázy, petrolejové lampy, stínidla a svícny.
V roce 1928 byla huť Klára zmodernizována a vybavena Siemens-Siebertovou pánvovou tavicí pecí. Sortiment výrobků byl stejný, jako produkce borských skláren. V době velké hospodářské krize nezaměstnaní sklářští dělníci, organizovaní v Rudých odborech, založili v roce 1932 dělnické družstvo pod názvem „Rudihuť“, které si sklárnu Klára pronajalo až do roku 1938. Vedoucím dělnického družstva byl Emanuel Beránek, po skončení druhé světové války byla činnost družstva obnovena pod vedením P. Vávry. Zatímco sklárna Klára byla dále v provozu, nedaleká sklárna Anna po roce 1945 zanikla a na jejím místě byly postaveny obytné domy pro zaměstnance nedalekého kamenolomu. V roce 1949 bylo družstvo zrušeno a někdejší sklárna Klára byla začleněna jako provoz 51 do národního podniku Borské sklo. Existence družstva  „Rudihuť“ pod vedením Rudých odborů, spjatých od svého založení v roce 1922 s Komunistickou stranou Československa, dala podnět k evidování sklárny Klára jako nemovité kulturní památky, prezentující tradice dělnického hnutí.
V roce 1964 byla sklárna poničena požárem. V roce 1968 byla ve sklárně ukončena ruční výroba skla a provoz převzal Státní výzkumný ústav sklářský Praha, pozdější Státní výzkumný ústav sklářský v Hradci Králové. V roce 1991 sklárna, která sloužila jako výzkumné pracoviště, byla zprivatizována a od roku 1992 existovala pod názvem Klárahuť. V huti byla později postavena šestipánvová regenerativní hornoplamenná pec pro výrobu stříbřeného skla, hutních polotovarů, dárkových předmětů, replik a pod. Sklárna měnila majitele a v roce  2010 ji koupila společnost Ars Vitraria, která poté změnila svůj název na Ave Clara. Produkce sklárny je zaměřena na výrobu stolního skla a váz, na luxusní výrobky a další produkty, mj. pro firmu Lasvit. Sortiment doplňuje výroba plochého skla a bloků určených pro umělecké a architektonické využití.

## Galerie

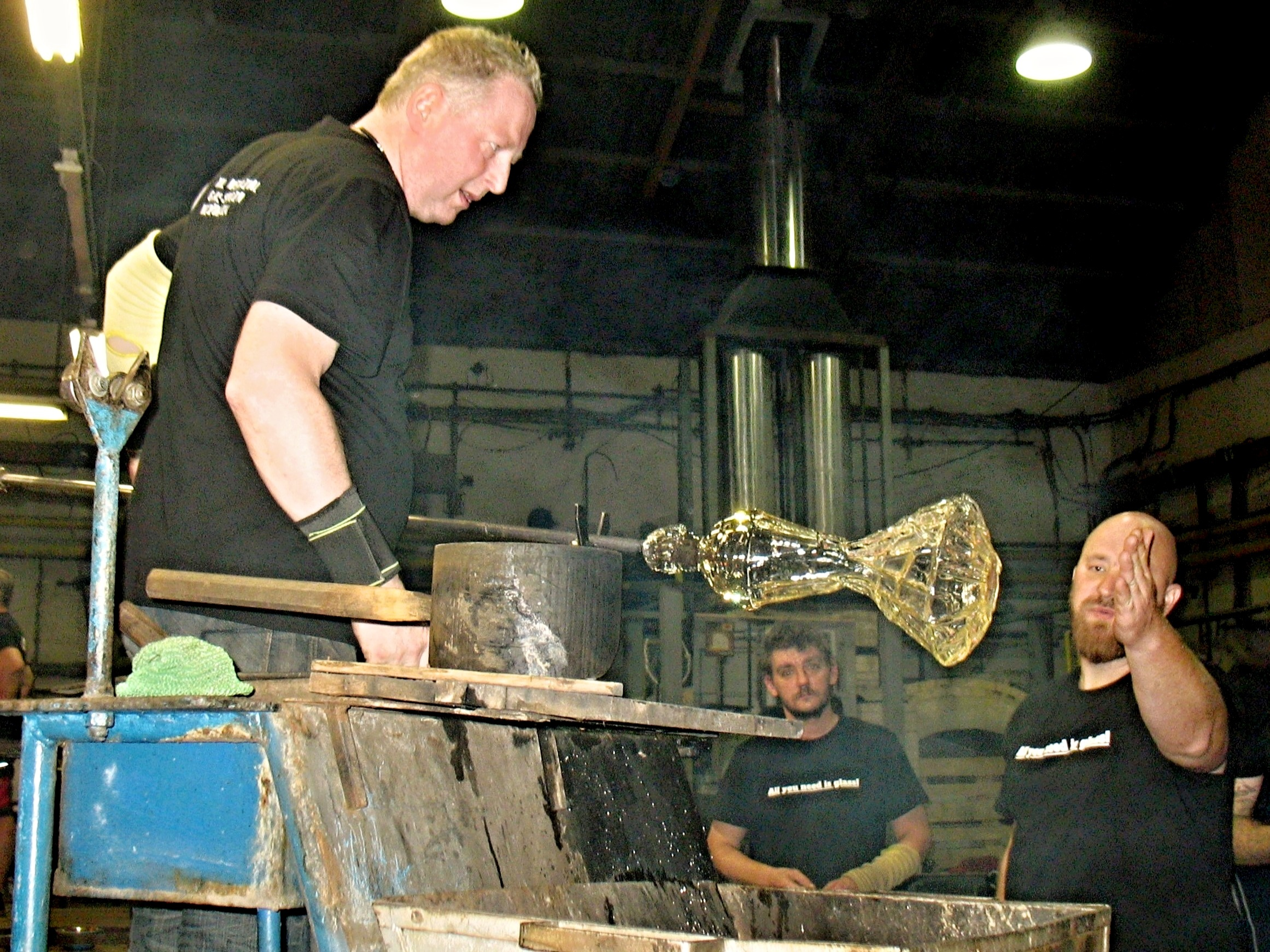
Práce v huti
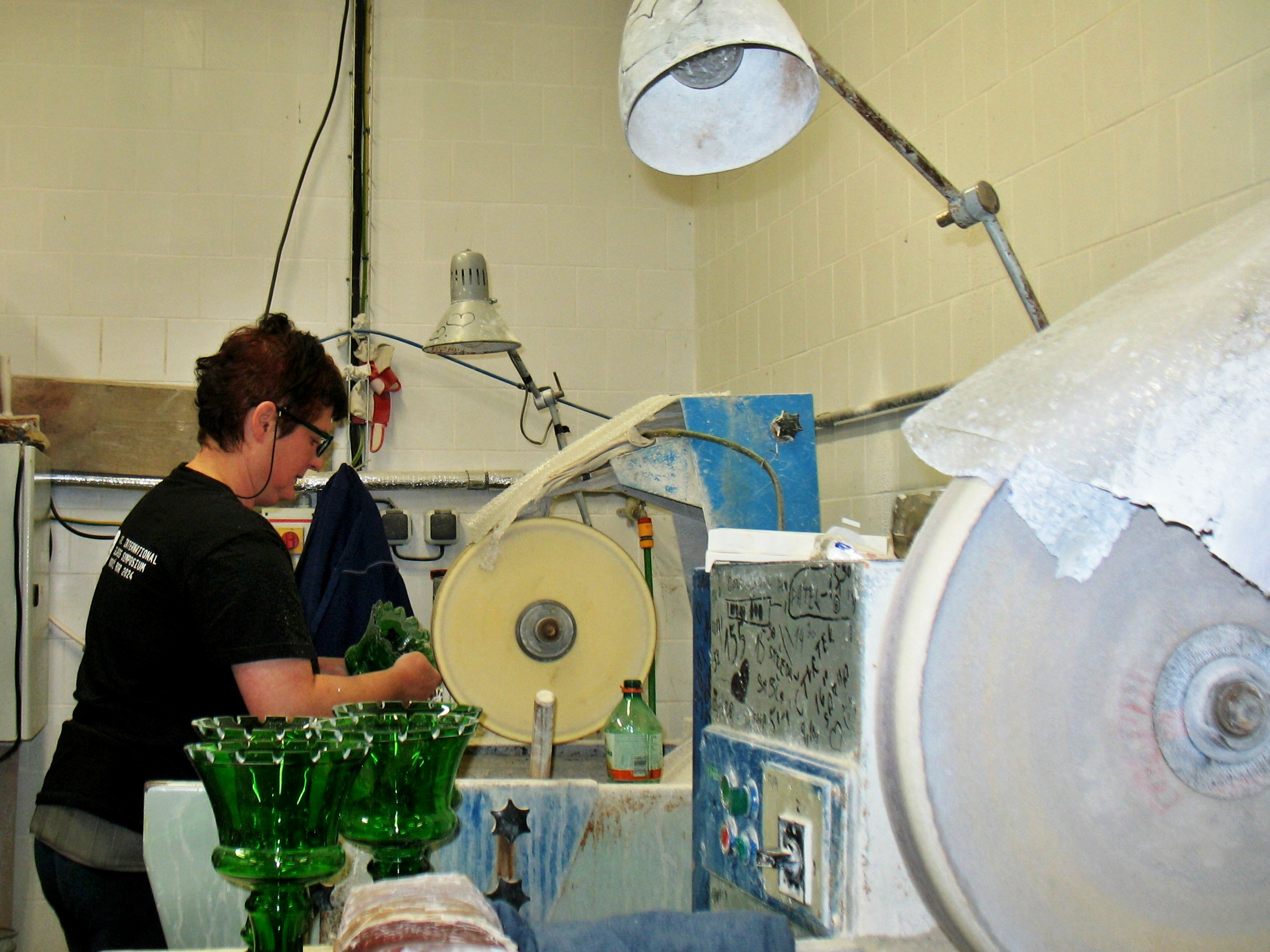
Broušení skla
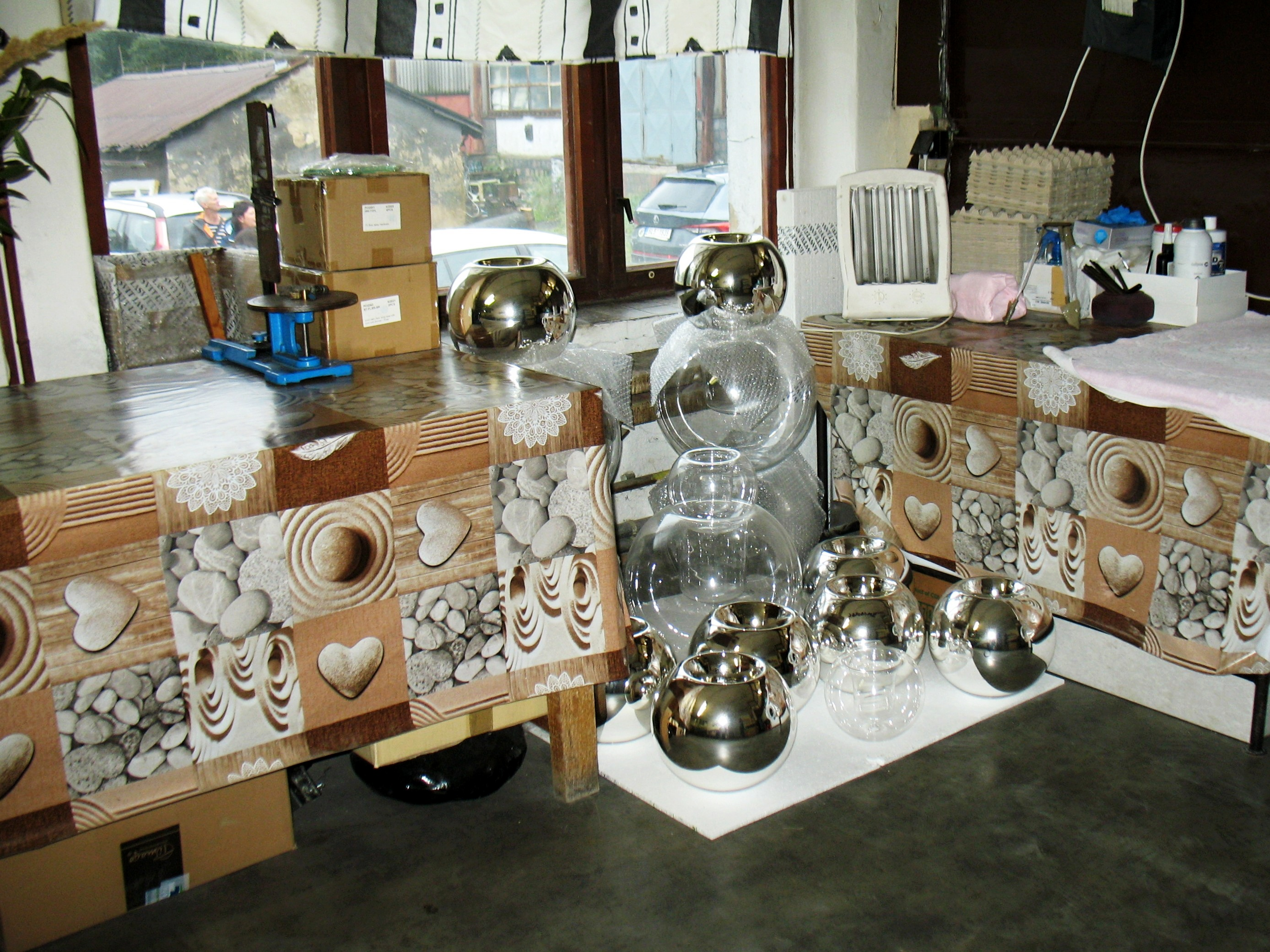
Hotové výrobky
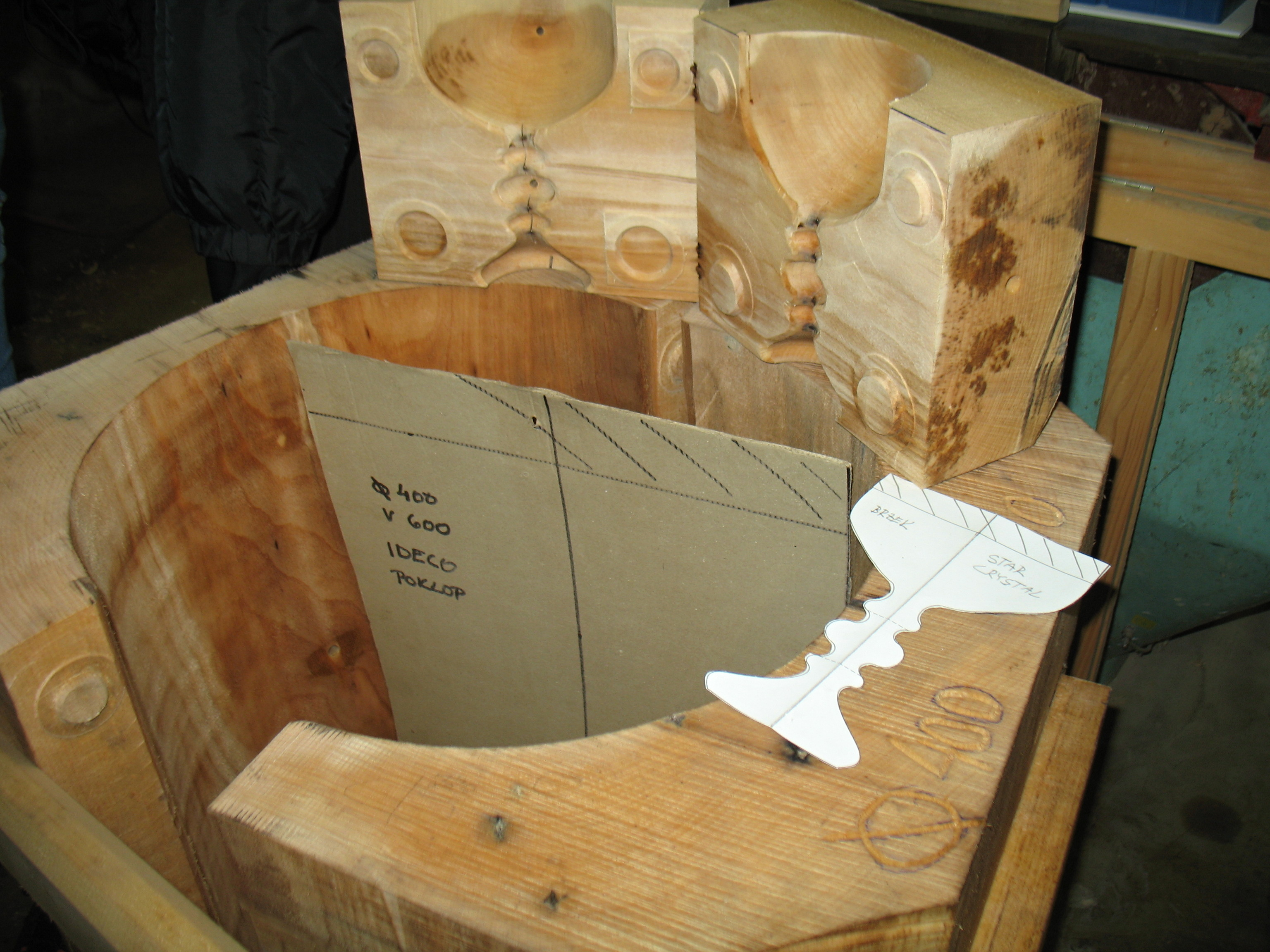
Forma z bukového dřeva
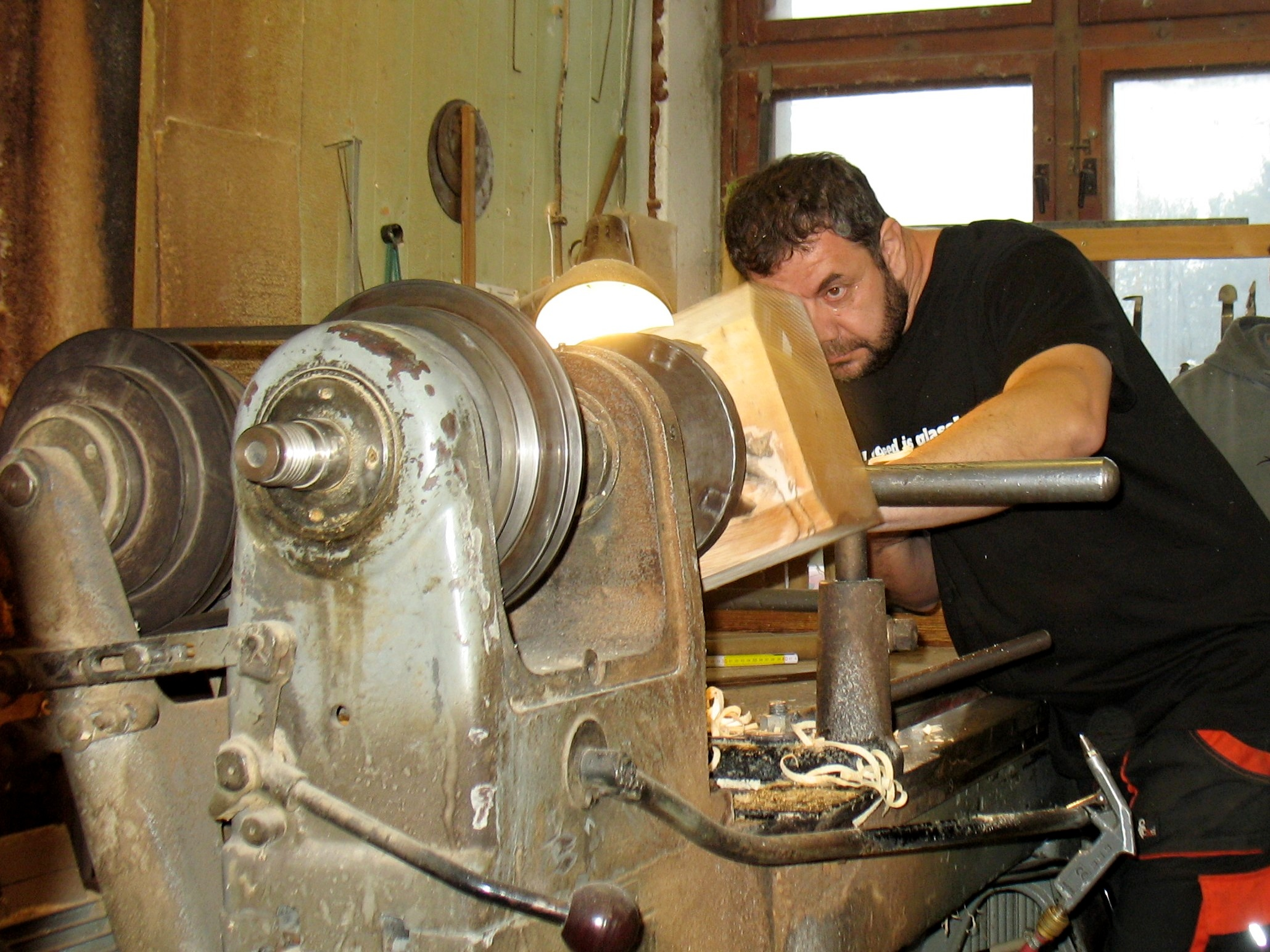
Výroba sklářské formy